# Nina Botsjarova
Nina Antonivna Botsjarova (Oekraïens: Ніна Антонівна Бочарова) (Poltava, 24 september 1924 - Rome 31 augustus 2020) was een turnster uit de Sovjet-Unie (tegenwoordig Oekraïne). Ze vertegenwoordigde haar vaderland op de Olympische Zomerspelen 1952 in Helsinki. 
In 2004 was Botsjarova een van de dragers van de Olympische vlam.

## Resultaten

### Olympische Zomerspelen
| Jaar | Plaats   | Resultaten |
| ---- | -------- | --- |
| 1952 | Helsinki | Team meerkamp · Individuele meerkamp · Team ritmische gymnastiek · 6e Sprong · 4e Brug ongelijk · Balk · 10e Vloer |

### Wereldkampioenschappen
| Jaar | Plaats | Resultaten                                                           |
| ---- | ------ | -------------------------------------------------------------------- |
| 1954 | Rome   | Team meerkamp · 6e Individuele meerkamp · 4e Brug ongelijk · 6e Balk |

### Top scores
Hoogst behaalde scores op mondiaal niveau (Olympische Spelen of Wereldkampioenschap finales).
| Onderdeel            | Score | Wedstrijd                   | Locatie  |
| -------------------- | ----- | --------------------------- | -------- |
| Individuele meerkamp | 75.94 | Olympische Zomerspelen 1952 | Helsinki |
| Sprong               | 19.03 | Olympische Zomerspelen 1952 | Helsinki |
| Brug ongelijk        | 19.13 | Wereldkampioenschappen 1954 | Rome     |
| Balk                 | 19.22 | Olympische Zomerspelen 1952 | Helsinki |
| Vloer                | 18.70 | Olympische Zomerspelen 1952 | Helsinki |